# Christophe Campos
Christophe Campos (...) è un regista e sceneggiatore francese di origini spagnole.
È noto nel suo paese per aver diretto il lungometraggio La legge di Murphy (2009) e varie serie televisive, come Genitori - Istruzioni per l'uso e Plan B. Nel 2022 la sua serie Promethée venne trasmessa in anteprima al sesto festival internazionale del cinema fantastico di Mentone e si aggiudicò il gran premio di quell'edizione (grand prix).

## Filmografia

### Cinema
- La legge di Murphy (La Loi de Murphy) (2009)

### Cortometraggi
- Silver moumoute (cortometraggio incluso nel film Zéro un) (2003)

### Televisione
- La fabuleuse aventure de Mister X - serie TV (1996)
- Le Pas Petit Poucet - serie TV (2010)
- Genitori - Istruzioni per l'uso (Parents mode d'emploi) - serie TV (2012-2014)
- La Stagiaire - serie TV (2014)
- Parents mode d'emploi, le film, film per la TV (2016)
- Clem - serie TV, sei episodi della settima stagione (2017)
- Mention particulière, telefilm su TF1 (2017)
- Les Petits Meurtres d'Agatha Christie, serie TV, ep. 2x23-24 (2018)
- Plan B, serie TV (2021)
- Prométhée, serie TV (2022)

### Spot pubblicitari
- Tre pubblicità per la campagna À poil sur le digital per Coorpacademy.com[4] (2015)